# Makuri (rivière)
La rivière Makuri  (anglais : Makuri River) est un cours d’eau du sud de l’Île du Nord de la Nouvelle-Zélande dans le district de Tararua dans la région de Manawatu-Wanganui.

## Géographie
Elle s’écoule de la chaîne de «Puketoi Range» bien au nord de la sous-région de Wairarapa. Elle coule initialement vers le sud-ouest (ce segment est habituellement appelé Makuri Stream). Après quelque 15 km, elle tourne vers le nord-ouest, atteignant les eaux de la rivière Tiraumea à 5 km au sud-est de la ville de Pahiatua.